# Xylopia benthamii
Xylopia benthamii är en kirimojaväxtart som beskrevs av Robert Elias Fries. Xylopia benthamii ingår i släktet Xylopia och familjen kirimojaväxter. Utöver nominatformen finns också underarten X. b. dolichopetala.